# مقاطعة جونياتا (بنسلفانيا)
مقاطعة جونياتا (بالإنجليزية: Juniata County, Pennsylvania)‏ هي إحدى مقاطعات ولاية بنسيلفانيا في الولايات المتحدة. بلغ عدد سكانها 24636 نسمة في عام 2010 حسب إحصاء مكتب تعداد الولايات المتحدة.

## أعلام
- هنري كلاي إيفانز

## وصلات خارجية
- www.co.juniata.pa.us